# Deetzer Warte
Die Deetzer Warte war ein Teil der Landwehr Stendal. Der spätmittelalterliche Wartturm liegt in Deetz, der Wohnplatz Deetzerwarthe in Käthen, beide sind Ortsteile der Stadt Bismark (Altmark).

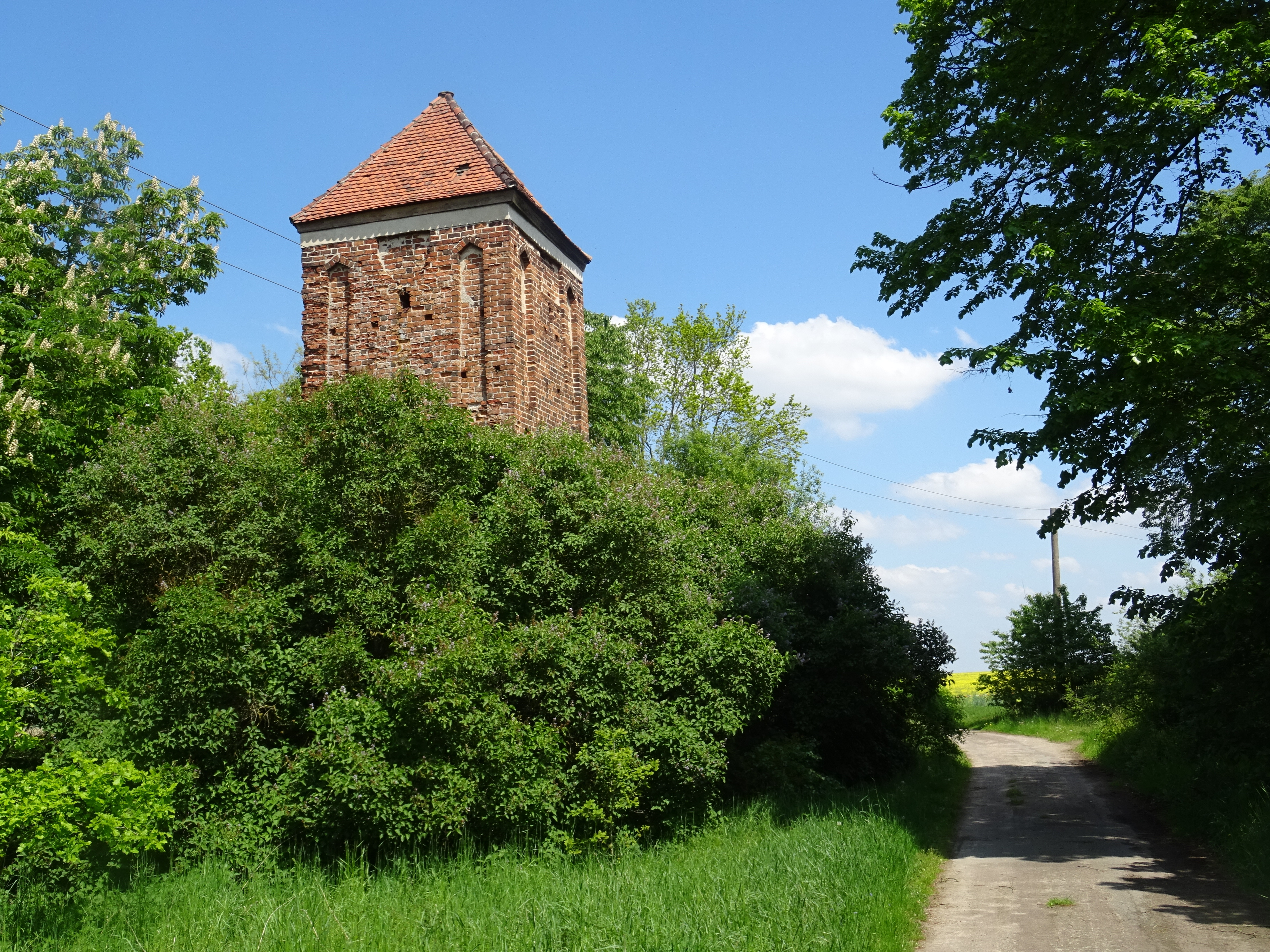
Die Deetzer Warte von Südwesten

## Lage und Umgebung
Stendal umringte eine Stadtbefestigung (u. a. Tangermündesches und Uenglingensches Tor), jene wiederum die innere Landwehr. Sie schloss neben der städtischen Feldflur das Dorf Uenglingen mit ein. In geraumer Entfernung zur Stadt deckte die äußere Landwehr den Westen und Südwesten ab.
Ihr Abschnitt Deetz sicherte die flachen Anhöhen zwischen zwei Sumpfgebieten und querte die Heerstraße von Gardelegen nach Stendal. Er beginnt 0,8 km südöstlich Klinkes und endet 1,0 km westlich von Deetz. Die Teilstrecke blieb partiell erhalten (im Jahr 1909 ungefähr 1,4 km). Insgesamt misst sie in der Länge 3,0 km.
Die Deetzer Warte erhebt sich etwa auf halbem Weg zwischen den zwei zuletzt genannten Siedlungen, 1,7 km westlich des namensgebenden Dorfs. Beim Wartturm standen die Häuser des ursprünglichen Wohnplatzes Deetzerwarthe von Deetz. Ganz in der Nähe verläuft die Kreisstraße 1056 zwischen Klinke und Käthen. Dort befindet sich der heutige Wohnplatz Deetzerwarthe von Käthen.
Im Anschluss übernahm die Uchte die Schutzaufgabe. Flussabwärts, Richtung Osten bezeugt dies ein Flurname. 2,0 km östlich von Deetz liegt Dreesch am Landgraben. Das Flurstück in leicht erhöhtem Gelände reicht bis zur Niederung. Der andere Landwehr-Zweig zog flussaufwärts, gen Süden. Dort erstreckte sich zunächst ebenfalls Sumpf. Dann folgt der Abschnitt um die Uchte-Tanger-Wasserscheide. Ihn und die Straße von Magdeburg nach Stendal bewachte die Kröpelwarte, 5,0 km südöstlich des Deetzer Gegenstücks.

## Architektur
Der Abschnitt Deetz der Landwehr Stendal ist ein Langwall, teilweise in dreifacher Ausführung. Jeweils Eine davon setzt sich aus zwei, bis zu 5 m hohen Erdaufschüttungen und einem dazwischenliegenden Graben zusammen.
Die Deetzer Warte wurde in ihrer heutigen Form ab 1409 errichtet. Auf starkem Feldsteinfundament ruht ein quadratischer Backsteinbau. Das Oberteil zeigt eine Blendengliederung, zierte zumindest bis 1909 ein Wappenschild und schließt ein Pyramidendach ab. Das Landesamt für Denkmalpflege und Archäologie Sachsen-Anhalt erfasst sie in seinem Denkmalverzeichnis. Ansonsten blieb an solchen Gebäuden in der Altmark noch der Fangelthurm in Seehausen erhalten.
Im Laufe der Jahrhunderte entstanden rund um die Deetzer Warte weitere Gebäude – für die kleine militärische Besatzung, ein Krug, ein Zollhaus, bis zu zwei Wohnhäuser, Nebengebäude und ein auf der gegenüberliegenden Seite der Heerstraße stehender Festsaal. Lediglich von Letzterem blieben Reste erhalten.

## Geschichte

### Entwicklung des Ortsnamens
Die Einzelsiedlung gebrauchte im Laufe der Jahrhunderte verschiedene Schreibweisen: Deetsche Wahrte (1703), Deetzische Warte (1720), Deetzerwarthe (1745, 1931, 1999), Deetzsche Warte (1804).

### Mittelalter
Landwehren sicherten bereits vorhandene Grenzen von Territorien, begleiteten Straßen, schützten städtische Feldfluren und bezogen dabei zumeist stadtnahe Dörfer mit ein. Sie nutzten bevorzugt natürliche Sperren wie sumpfige Niederungen. Die Ausführung ergänzte bei Bedarf, z. B. bei erhöhtem und daher trockenem Gelände, eine Kombination von Wall, Graben und Gebück. Diese Bau- und Pflanzmaßnahmen betrafen nur kurze Teilstrecken.
Die Altmark durchzog ein ganzes Netz solcher Befestigungsanlagen. Ihr genaues Alter blieb im Dunkeln der Geschichte. Paul Grimm datierte sie mit aller gebotenen Vorsicht auf das 13. Jahrhundert. Die erste schriftliche Erwähnung stammte von 1238. In jenem Jahr sprach eine Urkunde von „Deditz iuxta Landwere…“ – ‚Deetz nahe bei Landwehr…‘ Sie meinte damit die äußere Schutzanlage Stendals, genauer den Abschnitt Deetz (siehe obige Kapitel).
Im 14. Jahrhundert missbrauchten Adelige mehr und mehr die Fehde. Im Gedächtnis blieb beispielsweise die sogenannte Schlacht an der Deetzer Warte von 1372. Eine Raubritterschar aus dem Erzstift Magdeburg oder Hochstift Halberstadt erbeutete um Stendal viel Vieh und wollte das Gebiet am hiesigen Ort wieder verlassen. Ein inzwischen eingetroffenes städtisches Aufgebot stellte und besiegte sie. Das Gefecht fand vielleicht in der Nähe von Klinke statt, dort wo einige Felder die Kriegländer heißen.
Die Deetzer Warte ließ Stendal auf eigene Kosten errichten, möglicherweise 1372, nach einer anderen Aussage hingegen 1378 oder gestützt durch Schriftquellen 1409. In jedem Fall wurde sie der bestehenden Landwehr hinzugefügt. Wie alle Städte trachtete Stendal danach die Befestigungen zu verstärken, sobald sie über die dazu notwendigen finanziellen Mittel verfügte. Da der Wartturm auch die Umgebung und das ganze Land schützte, bat der Stadtrat den Markgrafen von Brandenburg um Unterstützung. Jobst aus dem Haus Luxemburg sagte anno 1409 die Übertragung von demnächst frei werdenden, altmärkischen Hebungen in Höhe von 6 Zählstücken zu. Allerdings dauerte es bis zur Bereitstellung mehrere Jahre und einen Dynastiewechsel.
Am Bauplatz kreuzten sich die äußere Landwehr Stendal und die nach Gardelegen führende Heerstraße. Diese markiert der unweit, südwestlich stehende (neuzeitliche) Distanzstein Käthen. Der Durchgangsverkehr belebte nicht zuletzt das Braugewerbe in Bismark. 1411 bzw. 1415 übernahmen die Hohenzollern die Macht in der Mark Brandenburg. Deren Stärkung der Zentralgewalt erübrigte die Landwehren zunehmend.
Friedrich I. bestätigte 1423 die o. g. Hebung, sorgte für die tatsächliche Zuweisung und ihre Konkretisierung. Sie setzte aus sich Hufenpachten und -zinsen in fünf Dörfern (Erxleben, Hohenwulsch, Schartau, Schinne, Schorstedt) zusammen. Der Kurfürst förderte damit die hiesige und die Kröpelwarte. Beide stärkten die Sicherheit als im letzten Drittel des 15. Jahrhunderts das Fehdeunwesen erneut ausartete. Der Reichslandfrieden von 1495 verbot das Rechtsinstitut endgültig. Die praktische Umsetzung im Land benötigte eine Weile. Solange die Landwehren militärische Bedeutung besaßen, waren auf Wällen und Gebück das Hüten von Vieh sowie das Schlagen von Holz streng verboten.

### Neuzeit
Stendal hielt in der Frühen Neuzeit an den beiden weiter entfernten Warttürmen fest. So vermerkte die Kämmereirechnung 1562/63 die Entlohnung der Wachleute oder stellte der Etat 1571 für den baulichen Erhalt 20 Gulden ein. Im Jahr 1591 arbeitete der Wartmann der Kröpelwarte nachweislich zugleich als Schankwirt. Für den der Deetzer Warte galt das wohl ebenfalls.
Im Dreißigjährigen Krieg schlossen Brandenburg-Preußen und Schweden am 24. Juli 1641 einen Waffenstillstand. Die unmittelbare Bedrohung für die Altmark stellten nun die Einfälle der südlich stationierten kaiserlichen Truppen dar. In der Umgebung Stendals leisteten die Bauern unter dem Kommando des Landreiters Lorenz Bundsche Widerstand. Sie besetzten dafür strategische Punkte, darunter die Deetzer Warte.
Den anderen Wartturm verkaufte die Stadt 1672. Den Hiesigen behielt sie und gestattete 2 Jahre zuvor Joachim Hennings d. J., dem Schulzensohn zu Klinke auf eigene Kosten einen Krug anzubauen. Er erhielt die zugehörige Gerechtsame auf Lebenszeit, durfte das Gebäude mit Zustimmung des Stadtrats veräußern und übte wie sein Vorgänger das Holzvogtamt aus. In der Folgezeit wurde das Wirtshaus immer wieder erwähnt.
Die Deetzer Warte diente auch als Zollstelle. 1699 passierten sie aus Richtung Magdeburg viele Kornwagen und allerlei sonstiger Verkehr. Der Landnebenzoll von Osterburg wurde letztmals 1801 bzw. in einem Werk von 1804 erwähnt.
Der Krüger und Zöllner von Deetzerwarthe trug ein langwieriges Rechtsverfahren mit Badingen aus. Beide Seiten stritten um die Hütung auf der Landwehr. Die Gemeinde entsandte im Mai 1743 zwei Deputierte, die Kossäten Heine und Paris. Vor Ort drohten sich die Parteien mit Pfändung. Der Deetzer wollte notfalls sogar auf das fremde Vieh feuern. Bereits sein Großvater Cuno Schultze hätte vor zirka 30 Jahren einen Ochsen des von Kloeden abgeschossen. Das Lagerbuch Stendal von 1744 hielt Besitz, Einnahmen und Rechte fest. Die Gaststätte brachte 81⁄2 Taler an Pachtzins ein. Der Passagekrug besaß die Freiheit zum Ausschank fremden Biers (Garley), der Erbpächter die Weidegerechtsame auf der Landwehr. Das darauf stehende Holz gehörte hingegen der Stadtkämmerei.
Am 14. Oktober 1806 verloren die preußischen Truppen die Doppelschlacht bei Jena und Auerstedt. Die königliche Familie floh nach Königsberg in Ostpreußen. Zuvor passierte Königin Luise am 17. Oktober von Gardelegen kommend zunächst die Deetzer Warte, dann Stendal und übernachtete schließlich in Tangermünde. Im Jahr 1840 setzte sich die Einzelsiedlung aus der Warte, dem Krug und zwei Wohnhäusern zusammen.
Nach dem Zweiten Weltkrieg entwickelte sich etwa 1948 wieder der Wunsch das Leben zu genießen. Eine Gelegenheit dazu bot der vergleichsweise große Festsaal von Deetzerwarthe mit den Tanzveranstaltungen am Wochenende. Der Gastwirt Otto Tüngler aus Deetz bewirtschaftete in den 1950er Jahren den Saal von Meta Mentzendorf (Eigentümerin) zu Himmelfahrt. Der Eintrittspreis betrug 2 Mark, das Bier kostete 30 bis 40 Pfennig. Die Bar, gebaut von einem Zimmermann aus Käthen lag direkt links und rechts neben dem breiten Eingang, gegenüber erstreckte sich die Bühne für die Kapelle. Auf den beiden anderen Seiten stand je eine Reihe aus Bänken. Die sonst auf den Dörfern übliche zweite Reihe mit den aufpassenden Alten fehlte. Mangels Anschluss ans Netz fiel die Stromversorgung abenteuerlich aus. Im Schuppen der Gaststätte trieb ein Dieselmotor einen langen Lederriemen an. Dieser überspannte die Straße und setzte den Generator in Gang. Mitunter riss der Treibriemen oder rutschte, nicht immer von selbst, herunter. Das Vergnügen wurde dann bei Kerzenschein fortgesetzt. Die Hochphase hielt bis in die 1950er Jahre an.
Ab 1993 erschien Deetzerwarthe nicht mehr als Wohnplatz von Deetz. Der nun unbenutzte Ortsname fand 2008 Verwendung für den neu entstandenen Wohnplatz von Käthen.
| Jahr      | 1818 | 1871 | 1885 | 1895 | 1905 |
| Einwohner | 8    | 7    | 12   | 10   | 8    |

## Gericht
Die Gerichtsbarkeit oblag anfangs dem Stadtrat von Stendal. Das kurzlebige Königreich Westphalen verkündete am 7. Dezember 1807 seine Verfassung und ordnete nachfolgend die Trennung von Verwaltung und Justiz an. Wohl ab Gründung der Provinz Sachsen innerhalb der Monarchie Preußen im Jahr 1815 war das Kreisgericht Gardelegen bzw. dessen Rechtsnachfolger zuständig, ab 1952 das Kreis- und spätere Amtsgericht Stendal.

## Religion
Die Deetzerwarther des ursprünglichen Vorwerks/Wohnplatzes gehörten zur Kirchengemeinde von Deetz.

### Sekundärliteratur
- Adolf Brinkmann, Adolf Parsius (Bearbeitung): Beschreibende Darstellung der älteren Bau- und Kunstdenkmäler des Kreises Gardelegen (= Beschreibende Darstellung der älteren Bau- und Kunstdenkmäler der Provinz Sachsen und angrenzender Gebiete. Heft 20). Verlag von Otto Hendel, Halle an der Saale 1897, DNB 362007144, S. 28.
- Folkhard Cremer, Tilmann von Stockhausen: Deetz Gemeinde Querstedt, Lkr. Stendal. In: Ute Bednarz, Folkhard Cremer und Andere (Bearbeitung): Georg Dehio. Sachsen-Anhalt I. Regierungsbezirk Magdeburg (= Dehio-Vereinigung, Vereinigung der Landesdenkmalpfleger in der Bundesrepublik Deutschland [Hrsg.]: Georg Dehio. Handbuch der deutschen Kunstdenkmäler). 2 Bände, Deutscher Kunstverlag, München / Berlin 2002, ISBN 3-422-03069-7, Wartturm, S. 163.
- Lieselott Enders: Die Altmark. Geschichte einer kurmärkischen Landschaft in der Frühneuzeit (Ende des 15. bis Anfang des 19. Jahrhunderts) (= Klaus Neitmann [Hrsg.]: Veröffentlichungen des Brandenburgischen Landeshauptarchivs. Band 56). Berliner Wissenschafts-Verlag, Berlin 2008, ISBN 978-3-8305-1504-3.
- Theodor Fontane: Fünf Schlösser. Altes und Neues aus Mark Brandenburg. In: Wanderungen durch die Mark Brandenburg. Band 5. Verlag von Wilhelm Hertz, Berlin 1889, Quitzöwel. 1. Kapitel. Dietrich und Johann v. Quitzow im väterlichen Hause bis 1385, S. 3–14.
- Ludwig Götze: Urkundliche Geschichte der Stadt Stendal. Franzen & Große, Stendal 1873, DNB 800281888, S. 164–167, 180, 529 (Digitalisat in Münchener Digitalisierungszentrum [PDF; 281,5 MB; abgerufen am 9. Januar 2020]).
- Paul Grimm: Die vor- und frühgeschichtlichen Burgwälle der Bezirke Halle und Magdeburg (= Wilhelm Unverzagt [Hrsg.]: Handbuch vor- und frühgeschichtlicher Wall- und Wehranlagen. Teil 1; Institut für Vor- und Frühgeschichte der Deutschen Akademie der Wissenschaften zu Berlin [Hrsg.]: Schriften der Sektion für Vor- und Frühgeschichte. Band 6). Akademie-Verlag, Berlin 1958, DNB 451671341, Anhang. I. Katalog der vor- und frühgeschichtlichen Burgwälle. Bezirk Magdeburg. Kreis Stendal. 1125 Deetz, S. 399.
- Lothar Mittag: „Es herrschte eine grässliche Unordnung …“ Landwehren unter besonderer Beachtung der mittelalterlichen Landwehr Salzwedels. In: Hartmut Bock (Hrsg.): Städte – Dörfer – Friedhöfe. Archäologie in der Altmark. Band 2. Vom Hochmittelalter bis zur Neuzeit (= Beiträge zur Kulturgeschichte der Altmark und ihrer Randgebiete. Band 8). Dr. Ziethen Verlag, Oschersleben 2002, ISBN 3-935358-36-9, S. 374–387.
- Peter P. Rohrlach: Historisches Ortslexikon für die Altmark. Band 1: A–K (= Historisches Ortslexikon für Brandenburg. Teil XII; Klaus Neitmann [Hrsg.]: Veröffentlichungen des Brandenburgischen Landeshauptarchivs. Band 68; Veröffentlichungen der Staatlichen Archivverwaltung des Landes Sachsen-Anhalt. Reihe A. Quellen zur Geschichte Sachsen-Anhalts. Band 23). 2 Bände, Berliner Wissenschafts-Verlag, Berlin 2018, ISBN 978-3-8305-3743-4, Deetzerwarthe wsw Stendal, S. 492–493.
- Hans-Joachim Schliecker: Die Deetzer Warthe. In: Helmut Kurt Block (Hrsg.): Bismark-Kläden und Umland (= Kulturförderverein Östliche Altmark e. V. [Hrsg.]: Das Wissen der Region. Band 2). Edition Kulturförderverein Östliche Altmark, Altenzaun 2007, ISBN 978-3-9811747-0-0, S. 268–271.
- Bernd Stephan: Blut, Beute und Bittgebet. Deutsche Raubritter im 13. und 14. Jahrhundert. Neobooks, München 2016, ISBN 978-3-7380-8032-2 (eingeschränkte Vorschau).
- Wilhelm Zahn: Die Wüstungen der Altmark (= Historische Kommission für die Provinz Sachsen und das Herzogtum Anhalt [Hrsg.]: Geschichtsquellen der Provinz Sachsen und angrenzender Gebiete. 43. Band). Verlag von Otto Hendel, Halle an der Saale 1909, DNB 364052910, II. Namenlose, zweifelhafte und angebliche Wüstungen, wüste Einzelhöfe, Mühlen, Burgen, Kapellen, Hospitäler, Warten, alte Burgwälle und Gerichtsstätten. 130. Deetzer Warte. Kr. Gardelegen, a. L. Stendal, S. 307 (genannte Seite in Thüringer Universitäts- und Landesbibliothek [PDF; 335,4 kB; abgerufen am 24. Januar 2020]).